# Jyväsjärvi
Der Jyväsjärvi [ˈjyvæsjærvi] ist ein Stadtsee in Jyväskylä, Finnland, nördlich des Päijänne. Der See ist 3,3 km² groß und liegt auf einer Höhe von 78,3 m über dem Meeresspiegel. Er weist eine durchschnittliche Tiefe von 7 m und eine maximale Tiefe von 25 m auf.
Der Jyväsjärvi wird von der 480 Meter langen Brücke nach Kuokkala und von der 192 Meter langen Fußgängerbrücke nach Ylistö überquert.
Der See friert im Winder zu und es wird darauf eine Schlittschuhbahn angelegt. Im Sommer fahren täglich mehrere Ausflugsschiffe vom Hafen ab, unter anderem nach Lahti.
Der Jyväsjärvi ist durch den Äijälänsalmi-Kanal (62° 13′ 44″ N, 25° 48′ 25″ O) mit dem Päijänne, dem zweitgrößten See Finnlands, verbunden. Im Zuge der Verbindung der Seen im 19. Jahrhundert durch den heute 700 Meter langen und 35 Meter breiten Kanal sank der Wasserspiegel des Jyväsjärvi um etwa einen Meter und glich sich dem des Päijänne an.